# José Olympio Soares Ribeiro
José Olympio Soares Ribeiro (Rio de Janeiro, 26 de junho de 1833 – 29 de março de 1873) foi um médico brasileiro.
Doutorado em medicina pela Faculdade de Medicina do Rio de Janeiro em 1855, defendendo a tese “As causas dos tubérculos pulmonares no Rio de Janeiro, suas variedades e seu tratamento. Da febre de leite. Da infecção e do contágio. Da respiração vegetal”. Foi eleito membro da Academia Nacional de Medicina em 1865, com o número acadêmico 101, na presidência de José Pereira Rego.